# Armadilha Amorosa
Armadilha Amorosa (The Tender Trap) é um filme norte-americano de 1955, do gênero comédia musical, dirigido por Charles Walters e estrelado por Frank Sinatra e Debbie Reynolds.

## Notas sobre a produção

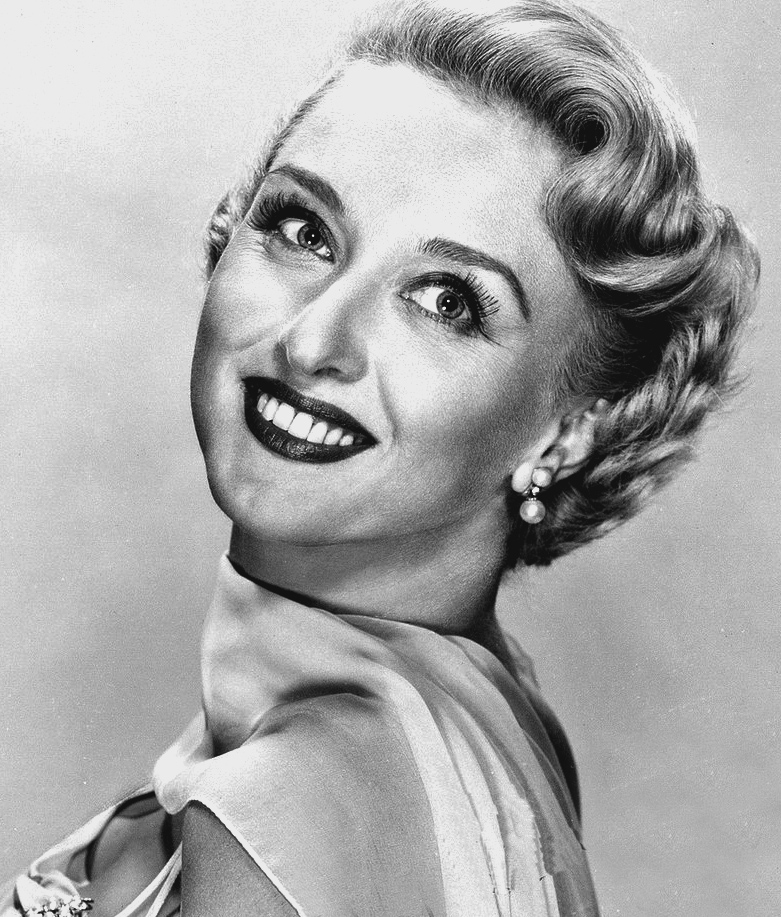
A coadjuvante Celeste Holm em fotografia para divulgação do filme. Ela e David Wayne seriam "as âncoras do filme, que sem eles seria divertido porém esquecível; com eles, gruda em nossa mente por um tempo maior do que realmente deveria".